# دزدی دریایی در تنگه ملاکا

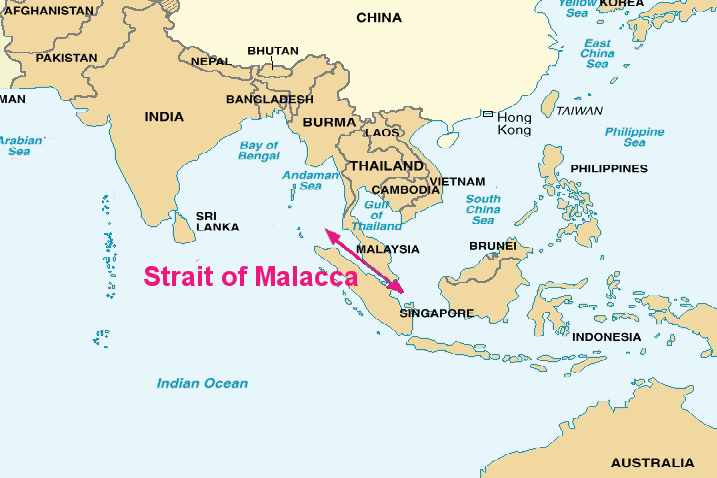
تنگه ملاکا

دزدی دریایی در تنگه ملاکا مدت‌هاست که تهدیدی برای مالکان کشتی و دریانوردانی است که از این مسیر دریایی ۹۰۰ کیلومتری عبور می‌کنند. در سال‌های اخیر، گشت‌های هماهنگ‌شده توسط اندونزی، مالزی، تایلند و سنگاپور به همراه افزایش امنیت در کشتی‌ها باعث کاهش شدید دزدی دریایی شده‌است.
جغرافیای تنگه مالاکا این منطقه را بسیار مستعد دزدی دریایی می‌کند. این تنگه یک گذرگاه مهم میان چین و هند بود و هست که به شدت برای مسیرهای تجاری استفاده می‌شود. این تنگه در مسیر میان اروپا، کانال سوئز، کشورهای صادرکننده نفت خلیج فارس و بنادر شلوغ شرق آسیا قرار دارد. تنگه ملاکا تنگه باریکی و شامل هزاران جزیره و خروجی رودخانه‌های فراوانی است که موقعیتی ایده‌آل برای دزدان دریایی فراهم نموده تا از دستگیری فرار کنند.